# Radko Polič
Radko Polič (vzdevek Rac), slovenski igralec, * 18. avgust 1942, Črnomelj, † 15. september 2022.
Polič je bil član ansambla ljubljanske SNG Drame. Nastopil je v številnih gledaliških predstavah in slovenskih filmih.

## Delo
Med vidnejšimi priznanji je prejel Borštnikov prstan (2002), leta 2007 pa je prejel Prešernovo nagrado za življenjsko delo. Prejel je tudi nagrado za naj igralca leta v letu 1991, na 3. Festivalu Monodrame 2001 na Ptuju nagrado za najboljšo monodramo (Rac – Jaz Polič) in nagrado bert 2015.
Leta 1992 je diplomiral na Akademiji za gledališče, radio, film in televizijo v Ljubljani. Prvič je v filmu zaigral leta 1961. Igral je v številnih filmih in gledaliških igrah, med drugim v Osvajalcu (1971/72), Izgubljenem sinu (1974/75), Idealistu (Martin Kačur, 1976), To so gadi (1977), Osvoboditvi Skopja (1978/79), Vorancu (1979/80), Desetem bratu (1982), Zlatih čeveljčkih (1982/83), Strahu in pogumu (1983/84), Ana (1983/84), Lepotici in zver (1984/85), Dedalususu (1987/88), Dediščini (1984), Christophorosu (1985), Ljubezni Blanke Kolak (1987), Odpadniku (1988), Decembrskemu dežju (1990), Srčni dami (1991).
Leta 2020 je pri Beletrini izšel biografski roman RAC, ki ga je po njegovi pripovedi napisala Petra Pogorevc. 

## Zasebno
Njegov oče je bil slovenski pisatelj in politik Radko Polič (1919–1988), stric pravnik Svetozar Polič (1916–2011), njegov starejši brat Vasilij Polič (1940–2023), sodnik Vrhovnega sodišča RS in pisatelj, mlajši brat kemik, raziskovalec in okoljevarstvenik ter epizodni filmski igralec Svetozar Polič - Cvera (1944–2021), nečak pa pesnik, glasbenik in igralec Andraž Polič. 
Njegova prva žena je bila Zalka Hace, hči Matevža Haceta. Poročen je bil tudi z Mileno Zupančič in Barbaro Levstik.